# The Ozark Mountain Daredevils (álbum)
The Ozark Mountain Daredevils es el primer álbum de estudio de la banda estadounidense del mismo nombre, publicado en noviembre de 1973 a través de A&M Records.

## Relanzamientos
En 2004, BGO Records reeditó el álbum en CD junto con It'll Shine When It Shines (1974).

## Recepción de la crítica
Un escritor no especificado de la revista Billboard escribió: “Llegada de bienvenida por parte de una banda de rock sureño country grabada con precisión londinense por dos excelentes productores unidos por primera vez, David Anderle y Glyn Johns. Aunque comienzan con el familiar sonido lírico, tipo Eagles, Daredevils tocan muchas texturas musicales diferentes y tienen mucho que decir”. Un escritor no especificado de la revista Record World declaró: “Estos astutos demonios atacan justo en el medio del enorme mercado del rock melódico, bien ejecutado y con sabor country. El álbum producido por David Anderle y Glyn Johns presenta hermosas armonías y excelentes canciones. Todos los cortes son eminentemente escuchables, pero los favoritos incluyen «Country Girl», «If You Wanna Get to Heaven» y «Black Sky»”.

## Lista de canciones
| Lado uno |                              |                        |          |  |
| N.º      | Título                       | Escritor(es)           | Duración |  |
| 1.       | «Country Girl»               | Randle Chowning        | 3:14     |  |
| 2.       | «Spaceship Orion»            | Larry Lee              | 3:10     |  |
| 3.       | «If You Wanna Get to Heaven» | Steve Cash John Dillon | 3:04     |  |
| 4.       | «Chicken Train»              | Cash                   | 3:36     |  |
| 5.       | «Colorado Song»              | Cash Dillon            | 5:06     |  |

| Lado dos |                        |              |          |  |
| N.º      | Título                 | Escritor(es) | Duración |  |
| 1.       | «Standin' on the Rock» | Dillon       | 3:54     |  |
| 2.       | «Road to Glory»        | Chowning     | 4:54     |  |
| 3.       | «Black Sky»            | Cash         | 3:05     |  |
| 4.       | «Within Without»       | Lee          | 4:25     |  |
| 5.       | «Beauty in the River»  | Dillon       | 3:53     |  |

## Créditos y personal
Créditos adaptados desde las notas de álbum de The Ozark Mountain Daredevils.
The Ozark Mountain Daredevils
- Buddy Brayfield – piano, clavecín, órgano, voces, percusión
- Steve Cash – voces, armónica, percusión
- Randle Chowning – guitarra líder y acústica, armónica, voces, guitarra con resonador
- John Dillon – guitarra eléctrica y acústica, violín tradicional, arpa de boca, percusión, voces, mandolina, autoarpa, dulcémele
- Michael Granda – guitarra bajo, voces, percusión, graznidos de pollo
- Larry Lee – voces, percusión, sierra musical, guitarra acústica, batería

Personal técnico
- David Anderle – productor
- Glyn Johns – productor

Diseño
- Michael Doud – director artístico
- Mike Dempsey – diseño de portada
- Bill Higgins – fotografía
- Kansas Film Works – fotografía
- Jeremy Parkin – fotografía de contraportada

## Posicionamiento
| Gráfica (1974)                            | Pico de posición |
| ----------------------------------------- | ---------------- |
| Australia (Kent Music Report)             | 73               |
| Canadá (RPM Top Albums)                   | 23               |
| Estados Unidos (Billboard Top LPs & Tape) | 26               |